# Erysimum nevadense
Erysimum nevadense es una planta perenne herbácea de porte pequeño, endémica de la Sierra Nevada de España, aunque se han citado algunos ejemplares en la cercana Sierra de Gádor (Almería). Esta planta crece entre los 1.700–2.700 m s. n. m. encontrándose entre las especies de matorral subalpino y las praderas alpinos. 
Esta especie pertenece al complejo de especies nevadense, junto con otras cinco especies Ibéricas más (Erysimum mediohispanicum, Erysimum gomezcampoi, Erysimum ruscinonense, Erysimum rondae, Erysimum mexmuelleri).

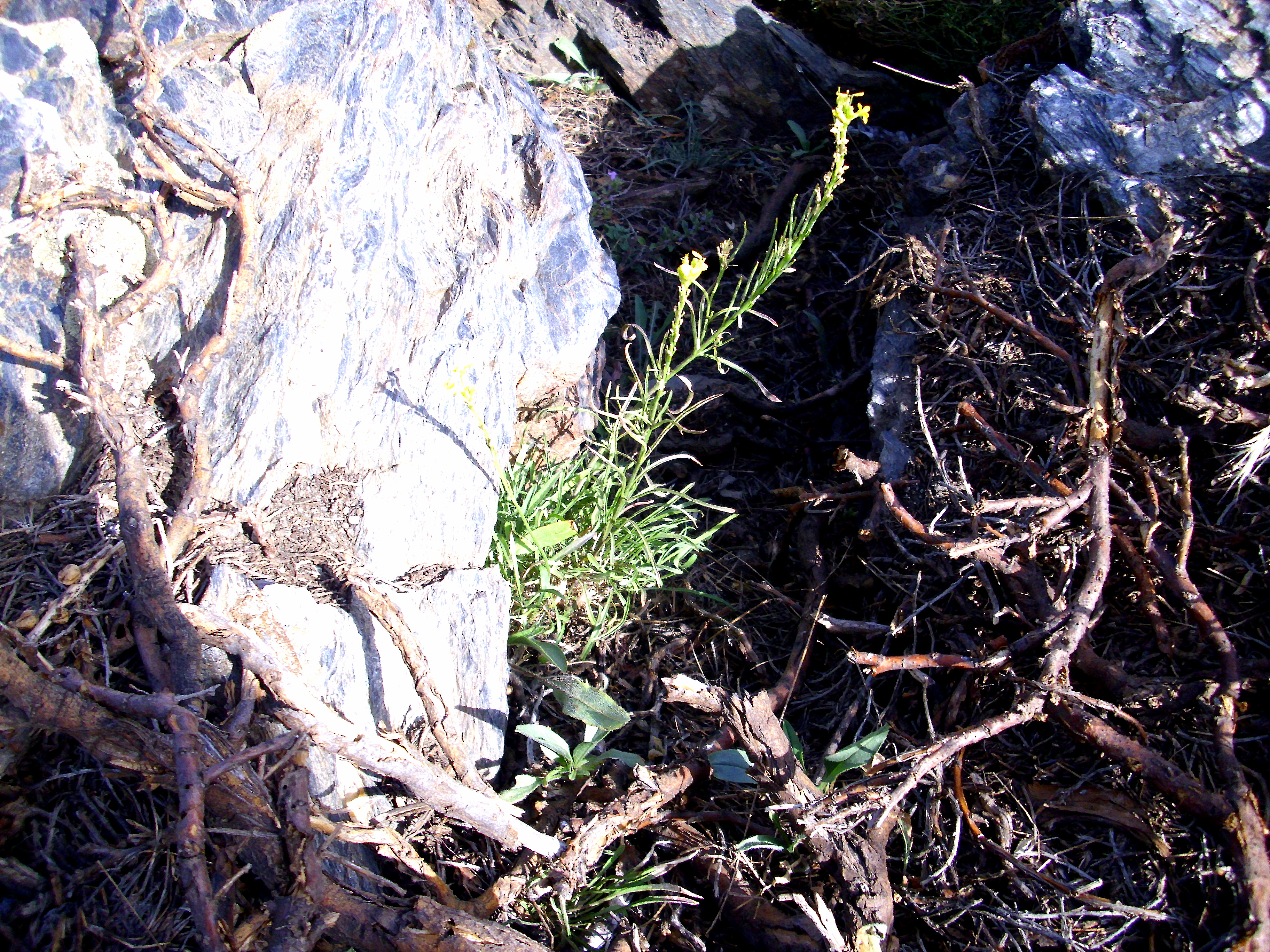
En su hábitat

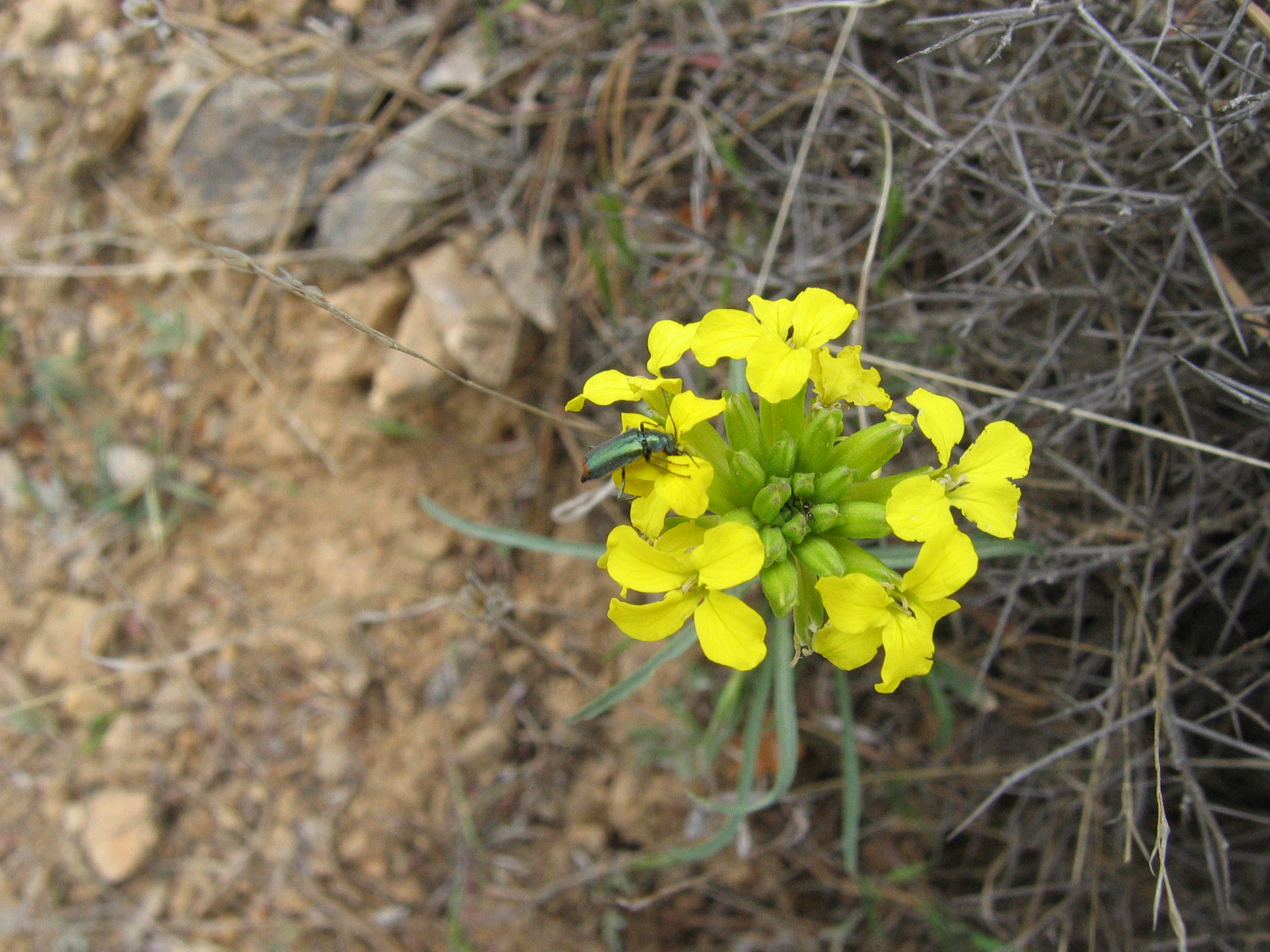
Inflorescencia

## Ciclo de vida y  morfología
Esta especie es policárpica, reproduciéndose más de una vez durante su vida. Durante la reproducción, produce muchas flores amarillas dispuestas en varios tallos florecientes. La planta es pequeña, por debajo de 5 dm de altura en general.

## Polinización
Las flores son visitadas por muchas especies de insectos que pertenecen a la orden Hymenoptera, Diptera, Coleoptera, Lepidoptera y Heteroptera. Los más abundantes visitantes de sus flores son Proformica longiseta (Formicidae), una especie endémica de hormiga de Sierra Nevada y sierras circundantes, Dasytes subaeneus (Melyridae), Malachius laticollis (Malachidae) y una determinada especie de bombílidos que pertenecen al género Bombylius y Parageron (Bombyliidae). 

## Taxonomía
Erysimum nevadense fue descrita por Georges François Reuter y publicado en Cat. Jard. Genev. 4. 1855.
Etimología
Erysimum: nombre genérico que deriva de las palabras griegas: eryomai = "para ayudar o salvar", porque algunas de las especies,  supuestamente, tenían un valor medicinal.
nevadense: epíteto geográfico que alude a su localización en Sierra Nevada.
Sinonimia
- Cheiranthus nevadensis A.Heller
- Conringia australis Bubani
- Erysimum australe J.Gay
- Erysimum australe var. ramosum Willk.
- Erysimum bocconii (All.) Pers.
- Erysimum bourgeauianum Coss. ex Nyman
- Erysimum canescens DC.
- Erysimum grandiflorum var. dertosense O.Bolòs & Vigo
- Erysimum grandiflorum subsp. dertosense (O.Bolòs & Vigo) O.Bolòs & Vigo
- Erysimum grandiflorum var. ramosum (Willk.) O.Bolòs & Vigo
- Erysimum helveticum Cutanda
- Erysimum lanceolatum R.Br.
- Erysimum lanceolatum Colmeiro
- Erysimum nevadense subsp. nevadense
- Erysimum pallens Boiss.[3]